# Porva
Porva es un pueblo ubicado en el distrito de Zirc, en el condado de Veszprém, Hungría.

## Superficie
Posee una superficie de 28,13 kilómetros cuadrados.

## Demografía
Hasta 2019 la población era de 453 habitantes, con una densidad de población de 16,10 habitantes por kilómetro cuadrado.